# Una mattina d'estate/Count down
Una mattina d'estate/Count down è il 38° singolo di Patty Pravo, pubblicato nel 2000 dall'etichetta discografica Pensiero stupendo/Sony.

## Il disco
Il singolo contiene uno dei brani di punta dell'album Una donna da sognare. Il secondo che venne utilizzato per la promozione dell'album. Sfortunatamente nemmeno questo raggiunge le alte classifiche di vendita e non risulta, di conseguenza, fra i 100 più venduti dello stesso anno.

### Una mattina d'estate
Una mattina d'estate è una canzone scritta da Andrea Fornili e Bettina Baldasarri; l'arrangiamento è di Fornili/Blancato. produzione di Gaetano Curreri e Vasco Rossi.
Il brano fu inserito nell'album Una donna da sognare.
Del brano venne realizzato un videoclip che vede protagonista Patty Pravo con indosso un vestito bianco, in un grande giardino.

### Count down
Count down è una canzone scritta da Giampaolo Blancato, Bettina Baldassarri e Pia Tuccitto, l'arrangiamento è di Giampaolo Blancato. produzione  Gaetano Curreri e Vasco Rossi.
Il brano fu inserito nell'album Una donna da sognare, del 2000.

#### Cover
Il brano fu inciso nel 2008, dal Pia Tuccitto, una delle coautrici di testi e musiche dell'album, nel suo album L'URLO.

## Tracce
CD Single
1. Una mattina d'estate - 4:05
2. Count down - 4:02